# Krieger (adelsslægt)
 For alternative betydninger, se Krieger. (Se også artikler, som begynder med Krieger)
Krieger er en nulevende dansk adelsslægt tilhørende sværd- og lavadelen.

## Våben
Skjoldet tværdelt, 1. felt delt af blåt, hvori en til venstre gående naturligfarvet pelikan, holdende en jernkugle i kloen, og sølv, hvori tre blå strømme, 2. felt grønt, hvori et sværd og en kølle, krydslagte over tre jernkugler, på den kronede hjelm en af danske flag og vimpler omsat trefork. 

## Historie
Den adelige slægt Krieger udspringer fra overlandbygmester, justitsråd Johan Cornelius Krieger (1683-1755), der muligvis er af hollandsk oprindelse; han var fader til Johanne Margrethe Krieger (1723-1773), gift med admiral (Lorentz) Henrik Fisker (1720-1797) og til viceadmiral Johan Cornelius Krieger (1725-1797), der den 14. februar 1797 optoges i adelstanden. Af hans 17 børn skal nævnes:
1. Georgia Elisabeth Krieger (1753-1834), gift med major Ely
2. Sophie Magdalene Krieger (1754-1816), gift med oberst Lund
3. Johan Cornelius Krieger (1756-1824), overekvipagemester, kontreadmiral og kammerherre
4. Anne Marie Krieger (1757-1826), gift med stadskonduktør, generalkrigskommissær Jørgen Henrich Rawert (1751-1823)
5. Carl Wilhelm Krieger (1762-1810), russisk kontreadmiral og statsråd
6. Adolph Frederik Krieger (1767-1839), generalmajor, kommandant i Frederiksort
7. Severin Krieger (1772-1809), kaptajn
8. Johannes Krieger (1773-1818), kommandørkaptajn
9. Ludvig Hannibal Krieger (1774-1825), major, gift med Henriette Cathrine von Levetzow (1786-1850), datter af Heinrich von Levetzow
10. Anthonius Krieger (1776-1847), kontreadmiral
11. Emanuel Krieger (1778-1839), kommandør

Kommandørkaptajn Johannes Krieger havde to børn: Sophie Magdalene Kriger (1811-?), som var ugift, samt juristen og politikeren Andreas Frederik Krieger (1817-1893).
Major Ludvig Hannibal Krieger var fader til oberst og kammerherre Ludvig Hannibal Krieger (1822-1874).
Kontreadmiral Anthonius Krieger var fader til:
1. Johannes Krieger (1810-1833), sekondløjtnant, druknede ved en ulykke
2. Sophie Magdalene Krieger (1811-1896), gift med oberstløjtnant og kammerherre Frederik Emanuel Lützen (1811-1873)
3. Antonius Krieger (1816-1891), kaptajn
4. Emil François Krieger (1819-1892), kontreadmiral og kammerherre
5. Johan Cornelius Krieger (1818-1894), generalmajor, der var fader til departementschef, kabinetssekretær og kammerherre Napoleon Michael Anthonius Krieger (1858-1940)
6. Anna Marie Elisabeth Krieger (1822-?), gift med oberst Peter Vilhelm von Wildenrath (1812-1880)

Ovennævnte overekvipagemester og kontreadmiral Johan Cornelius Krieger (1756-1824) var fader til:
1. Johan Wilhelm Cornelius Krieger (1788-1857), stænderdeputeret, kontreadmiral og kammerherre
2. Thalia Krieger (1789-?), gift med major Tersling, postmester i Aarhus, havde pension fra Vallø Stift
3. Lorentz Angel Krieger (1797-1838), stænderdeputeret, stiftamtmand i Aalborg Stift
4. Henriette Christine Krieger (1804-1884), gift med friherre Carl Wilhelm Taube (1767-1838), svensk legationssekretær i København
5. Sophie Wilhelmine Krieger (1807-1889), gift med krigsminister, general Wolfgang Haffner (1810-1887)
6. Christian Krieger (1809-1849), kaptajnløjtnant, der som næstkommanderende på Christian VIII faldt i kampen i Egernførde Fjord

Ovennævnte Adolph Frederik Krieger var fader til:
1. Hans Christian Frederik Vilhelm Krieger (1802-1871), kammerjunker og oberst, gift med Wilhelmine Severine Theillade (død 1875)
2. Lorentz Henrik Edouard Adolph Krieger (1803-1880), kammerjunker og oberst, havde tre døtre
3. Sophus Carl Ferdinand Balthazar Krieger (1805-1884), kammerjunker og oberst, land- og søkrigskommissær, gift med Caroline Dorothea Nathalie von Zeska (1825-1871), havde to døtre

Ovennævnte Emanuel Krieger var fader til:
1. Juliane Marie Krieger (1807-?), i Vemmetofte
2. Johan Cornelius Krieger (1811-1890), overlæge ved Søetaten, gift 1. gang med Louise Suenson (1819-1847), 2. gang med Johanne Andrea Suenson (1816-1870) (havde afkom)
3. Johannes Emmanuel Krieger (1813-1862), cand. jur., kaptajn i Kongens Livkorps

Ovennævnte kontreadmiral Emil François Krieger var fader til kammerherre Oscar Johannes Krieger (1856-1928), som var fader til kaptajn og branddirektør Axel Krieger (1888-1963), som var fader til brigadechef Johan Cornelius Krieger (1917-1984).